# Carlos Manuel Vesga
Carlos Manuel Vesga Sanchez  (Bogotá, 30 de enero de 1976) es un actor de teatro, cine y televisión colombiano. Es reconocido por haber participado de la novela colombiana Amor sincero y también en la novela La prepago, interpretando el papel de Alejandro Sanjuán.

## Biografía
Carlos Manuel Vesga Sanchez nació en Bogotá, su profesión es arquitecto, y a pesar de serlo se dejó tentar por la actuación. Desde pequeño estuvo vinculado al grupo de teatro de su colegio y luego en sexto grado se dedicó a la música, pues quizás por eso su interés por el arte. Aplazó sus estudios de arquitectura en Bogotá para irse a Nueva York a estudiar en la escuela de actuación Lee Strasberg.
En sus comienzos pensó que se iba a divertir, pero descubrió la importancia de la actuación y el compromiso que tiene como actor. Cuando regresó de sus estudios lo llamaron para un pequeño papel. Después de actuar continuó con su trabajo y además empezó a dictar clases de cine en un colegio. Pero la actuación volvió a tentarlo cuando lo llamaron para hacer el casting de Pobre Pablo. Y así continua con su carrera de actuación. Entre sus logros se encuentran en la actuación en varias producciones de Floricienta, Pura sangre, Amor sincero, Allá te espero y La prepago.

## Filmografía

### Televisión
| Año       | Título                              | Personaje                              | Canal              |
| --------- | ----------------------------------- | -------------------------------------- | ------------------ |
| 2024      | Secuestro del vuelo 601             | Francisco "El Flaco" Marulanda         | Netflix            |
| 2024      | Devuélveme la vida                  | Alfredo Azcárate Valencia (joven)      | Caracol Televisión |
| 2022      | A grito herido                      | Bernardo                               | Prime Video        |
| 2022      | Noticia de un secuestro             | César Gaviria                          | Prime Video        |
| 2021      | El Cartel de los Sapos: el origen   | Emanuel Villegas Ulloa                 | Netflix            |
| 2021      | Café con aroma de mujer             | Danilo                                 | Canal RCN          |
| 2020      | La de troya 2                       | Lorenzo - Productor                    | Señal Colombia     |
| 2020      | Operacion pacifico                  | Michael                                | Telemundo          |
| 2019-2020 | El general Naranjo                  | Sargento Andrade                       | Fox Premium        |
| 2019      | Tormenta de amor                    | El Naño Ovalle                         | Canal RCN          |
| 2019      | Córdova 'un general llamado arrojo' | Simón Bolívar                          | Teleantioquia      |
| 2019      | De levante                          | Nicolas                                | Caracol Play       |
| 2019      | El Bronx                            | Marlon Galeano 'Picasso'               | Caracol Televisión |
| 2018-2019 | María Magdalena                     | Umit                                   | Azteca 7           |
| 2018      | Nadie me quita lo bailao            | Daniel                                 | Canal RCN          |
| 2017      | La nocturna                         | José Osorio                            | Caracol Televisión |
| 2016-2017 | Las Vega's                          | German Ordóñez                         | Canal RCN          |
| 2016      | La ley del corazón                  | Óscar Jaramillo                        | Canal RCN          |
| 2016      | Contra el tiempo                    | Roberto Cuervo                         | Canal RCN          |
| 2015-2016 | Celia                               | Billy                                  | Canal RCN          |
| 2015      | Laura, la santa colombiana          |                                        | Caracol Televisión |
| 2013-2014 | Los graduados                       | Guillermo 'Guille' Aldana              | Canal RCN          |
| 2013      | Tres Caínes                         | Hernan Dario Henao 'HH'                | Canal RCN          |
| 2013      | La prepago                          | Alejandro Sanjuan                      | Canal RCN          |
| 2013      | Allá te espero                      | Álvaro Jaramillo                       | Canal RCN          |
| 2012-2013 | Corazones blindados                 | Subintendente Vicente Yáñez            | Canal RCN          |
| 2012      | Escobar: el patrón del mal          | Carlos Mauro Hoyos                     | Caracol Televisión |
| 2010-2011 | La Pola                             | Coronel José Ignacio Rodríguez 'Mosca' | Canal RCN          |
| 2010      | Amor sincero                        | Samuel Medina Uribe                    | Canal RCN          |
| 2009      | Las trampas del amor                | Marlon Romano                          | Canal RCN          |
| 2007-2008 | Pura sangre                         | Isidro Chaparro                        | Canal RCN          |
| 2007      | Mujeres asesinas                    | Diego (episodio Lucia, la memoriosa)   | Canal RCN          |
| 2006-2007 | Floricienta                         | "Pipo"                                 | Canal RCN          |
| 2000-2002 | Pobre Pablo                         | Wilson Casilima                        | Canal RCN          |

### Cine
| Año  | Título                    | Personaje                      |
| ---- | ------------------------- | ------------------------------ |
| 2025 | Donde tu quieras          | Agustin                        |
| 2023 | Perder es ganar un poco   |                                |
| 2023 | El yuppie y el Guiso      | Camilo Mallarino / Edgar López |
| 2018 | La pena máxima            | Poncho                         |
| 2018 | Tuya, mía… te la apuesto  | Poncho                         |
| 2017 | Loving Pablo              | La Plaga                       |
| 2016 | Rebel Pope                |                                |
| 2015 | Uno al año no hace daño 2 |                                |
| 2013 | Roa                       | Vicente                        |
| 2005 | El trato                  |                                |
| 2006 | Soñar no cuesta nada      | Justo Perlaza                  |

### Teatro
| Año  | Título                            | Personaje | Nota            |
| ---- | --------------------------------- | --------- | --------------- |
| 2019 | La verdad es un juego de mentiras | Pablo     | Teatro Nacional |

## Música
| Año  | Título               | Canción   |
| ---- | -------------------- | --------- |
| 1995 | El Jardín de Daniela | San Pedro |
| 1996 | El Jardín de Daniela | Azul      |

## Premios y nominaciones

### Premios India Catalina
| Año  | Categoría                                    | Telenovela o Serie                 | Resultado |
| ---- | -------------------------------------------- | ---------------------------------- | --------- |
| 2020 | Mejor actor de reparto de telenovela o serie | Córdova, un general llamado arrojo | Nominado  |
| 2013 | Mejor actor de reparto de telenovela         | Corazones blindados                | Nominado  |
| 2011 | Mejor actor protagónico                      | Amor sincero                       | Ganador   |

### Premios TVyNovelas
| Año  | Categoría                       | Telenovela o Serie | Resultado |
| ---- | ------------------------------- | ------------------ | --------- |
| 2011 | Mejor Actor de Reparto de Serie | Amor sincero       | Nominado  |